# بخش آلاسکا
بخش آلاسکا (به انگلیسی: Department of Alaska) به نوع اداره آلاسکا از زمان خرید این منطقه توسط ایالات متحده آمریکا در سال ۱۸۶۷ تا زمان سازمان دهی آن به عنوان ناحیه آلاسکا در سال ۱۸۸۴ گفته می‌شود

## تاریخچه
بخش‌هایی از آلاسکا توسط ۲ نفر از رهگذران روسی با نام‌های «میخائیل گووزدیوف» و «ایوان فیودروف» در سال ۱۷۳۲ میلادی کشف شد؛ ولی اولین ساکنان روسی آلاسکا پس از گذشت نیم قرن در این منطقه سکنی گزیدند. آلاسکا در اوایل به خاطر وجود بازارهای خوب پوست، درآمد مطلوبی را برای روسیه دربرداشت ولی در اواسط ۱۹ میلادی، سرزمین‌های آمریکایی روسیه دیگر درآمدی برای امپراتوری روسیه نداشت. در زمان فروش نیز آلاسکا با تنها ۲۵۰۰ نفر سکنهٔ روس و ۶۰ هزار سکنه از اقوام سرخ‌پوست و اسکیمو، یکی از مناطق دورافتاده و محروم امپراتوری روسیه به‌شمار می‌آمد.
اولین جرقه‌های فروش آلاسکا در روسیه به سال ۱۸۵۴ میلادی و به زمان جنگ کریمه برمی گردد. این سرزمین دورافتاده می‌توانست طعمهٔ خوبی برای بریتانیا باشد. در این زمان آمریکا به روسیه پیشنهاد کمک و پشتیبانی می‌دهد. بدین ترتیب که آمریکا با اسناد ساختگی و پرداخت ۷٬۶ میلیون دلار این منطقه را از روسیه خریداری نموده و به نحوی با اعلام پیوستن این سرزمین به خاک خودش، از آن دفاع می‌نماید؛ ولی انگلیسی‌ها بی‌تفاوت از موضوع منطقهٔ آلاسکا عبور کرده به حمایتی که از سوی آمریکا واقع شد نیاز نشد. سرانجام جنگ به پایان رسید ولی ایدهٔ فروش منطقهٔ دورافتادهٔ آلاسکا همچنان ذهن دولتمردان و سیاستمداران روسیه را به خود درگیر نمود. تزار آلکساندر دوم پس مدت‌ها گفتگو و مشورت با روشنفکران و وزرای خود، سرانجام تصمیم نهایی خود را دربارهٔ قسمت آمریکایی روسیه این چنین بیان کرد: "خواهم فروخت!"
در بهار سال ۱۸۶۷ میلادی آقای «ادوارد استکل» سفیر روسیه در واشینگتن طی دیداری با آقای «ویلیام سوارد» وزیر امور خارجهٔ ایالات متحده دربارهٔ نحوه و شرایط انجام این معامله به بحث و گفتگو پرداخت. مدتی نگذشت که طرفین بر تمامی مفاد تفاهمنامه به توافق رسیدند و همه چیز تمام شده به نظر می‌رسید؛ ولی این موضوع با دخالت و مخالفت شدید اعضای مجلس سنا و نمایندگان پارلمان آمریکا رو به رو شد. در این زمان بود که موجی از مخالفت‌ها و انتقاد علیه تصمیم «ویلیام سوارد» و «اندرو جانسون» رئیس‌جمهور ایالات متحده آغاز شد. سیاستمداران خشمگین به منطقهٔ آلاسکا لقب «باغ وحش خرس‌های سفید جانسون» داده و نمایندگان مجلس نمی‌توانستند بفهمند که این سرزمین‌های بایر و دورافتاده به چه درد آمریکا می‌خورند. بیشترین مخالفت با ایده‌های آقای سوارد و خرید آلاسکای بی‌مصرف از سوی نمایندهٔ امور خارجهٔ کمیتهٔ سنای آمریکا آقای «چالز سانمیر» بود.
معاملهٔ آلاسکا دستخوش برخی از مشکلات شده بود و به منظور حل اختلافات به عمل آمده، سفیر روسیه در آمریکا دست به کار شد. گفته می‌شود که آقای سفیر، پول خوبی به بزرگ‌ترین مخالف این معامله و مدیر روزنامه‌های مهم و فعال آمریکا پرداخت نمود تا نظر آن‌ها را به خود جلب نماید. مدتی نگذشت که روزنامه‌های واشینگتن در صدر اخبار خود از نیاز ایالات متحده به توسعه و گسترش مرزهای کشور نوشتند و آقای سانمیر نیز به یکباره تبدیل به یکی از حامیان و طرفداران این معامله شد. وی در مجلس سنای آمریکا اقدام به قرائت یک سخنرانی ۳ ساعته نمود. او در این سخنرانی بیادماندنی، تمامی استدلال‌های موجود برای عدم خرید «باغ وحش خرس‌های سفید» را نقض نموده و در نهایت توانست نظر اعضای سنا و نمایندگان پارلمان را به انجام این معامله و نیاز آمریکا به آلاسکا جذب نماید. سپس آقای استکل، سفیر روسیه ماجرای انجام موفقیت‌آمیز معامله و یکصد هزار دلار مصرفی برای انجام امور کاربردی را به صمع و نظر تزار آلکساندر رسانید. در زبان دیپلماتیک به انجام چنین امور مخفیانه‌ای از سوی سفیر، به اصطلاح «رشوه دادن برای انجام کار» گفته می‌شود. از سوی تزار روسیه از آقای استکل به خاطر اتمام موفقت‌آمیز عملیات فروش آلاسکا، تشکر و قدردانی شد؛ ولی مردم روسیه به شدت با چنین اقدامی مخالفت نمودند. چراکه او چنین قلمروی وسیعی را با قیمتی ناچیز به فروش رسانید. دیری نپائید که آقای استکل بازنشسته شد و در سفری به پاریس در تنهایی کامل چشم از جهان فروبست.
در طرف دیگر، سرنوشت وزیر امور خارجهٔ آمریکا یعنی آقای سوارد، طور دیگری رقم خورد. پس از گذشت چند سال از خرید آلاسکا مشخص شد که این منطقه یکی از غنی‌ترین مناطق آمریکا از لحاظ منابع طبیعی بوده و قلمروی وسیع دارای معادن طلا و نفت بوده‌است. به همین دلیل نیز شخصیت منفور سوارد بلافاصله به یک شخصیت محبوب و ملی تبدیل شد. جالب است بدانید که هر ساله در آخرین دوشنبه از ماه مارس، روز سوارد در آلاسکا جشن گرفته می‌شود. بدین ترتیب پیروزی دیپلماسی روسیه در حقیقت به نفع ایالات متحده تمام شد و آمریکا با خرید بلیت بخت آزمایی «آلاسکا» در این رقابت پیروز شد.
این سرزمین پهناور، روزگاری قسمتی از خاک امپراتوری روسیه بود. در سال ۱۸۶۷ میلادی، تزار روسیه «آلکساندر دوم» تصمیم گرفت تا یک و نیم میلیون کیلومتر مربع از اراضی حکومتی خود را به قیمت هفت میلیون و دویست هزار دلار به آمریکا بفروشد. بدین ترتیب قیمت هر ۱ کیلومتر مربع زمین، رقمی معادل ۴ دلار و ۸۰ سنت برآورد شد. این معامله پر سود برای آمریکا، خشم اعضای سنا و نمایندگان پارلمان این کشور را درآورد و در عوض، تزار آلکساندر یکم با کمال افتخار از سفیر روسیه در واشینگتن یعنی آقای «ادوارد استکل» به خاطر رایزنی‌های انجام شده برای این معاملهٔ، تشکر و قدردانی نمود.